# Гаг, Андрей
Андрей Мариус Гаг (рум. Andrei Marius Gag; род. 27 апреля 1991, Инеу, Арад, Румыния) — румынский легкоатлет, специализирующийся в толкании ядра. Серебряный призёр чемпионата мира в помещении 2016 года. Двукратный призёр летней Универсиады (2015 — серебро, 2017 — бронза). Многократный чемпион Румынии. Участник летних Олимпийских игр 2016 года.

## Биография
Начинал свою карьеру в лёгкой атлетике с метания диска. Самым крупным успехом для него в этом виде стала серебряная медаль юниорского чемпионата мира.
С 2014 года сменил специализацию и стал выступать в толкании ядра, а уже в следующем сезоне впервые показал ряд результатов дальше 20 метров. На Универсиаде в южнокорейском Кванджу завоевал серебряную медаль с лучшей попыткой на 19,92 м, а на чемпионате мира остался 17-м в квалификации.
В начале 2016 года добился первых крупных успехов: сначала выиграл толкание ядра на Кубке Европы по метаниям, а затем завоевал серебряную медаль чемпионата мира в помещении с личным рекордом 20,89 м — и принёс первое призовое место для Румынии на этом турнире с 2004 года.
На чемпионате страны 2016 года установил новый национальный рекорд — 21,06 м.
Выступал на Олимпийских играх в Рио-де-Жанейро, где занял 13-е место в квалификации и не смог пробиться в финал (показал одинаковый результат, 20,40 м, с прошедшим в финал О’Дейном Ричардсом, но проиграл по второй лучшей попытке).
В финале чемпионата мира 2017 года занял 12-е место.
Выиграл бронзовую медаль на летней Универсиаде в Тайбэе с результатом 20,12 м.
Тренируется в клубе CSM Arad. Толкает ядро способом кругового маха.

## Основные результаты
| Год  | Турнир                                  | Место проведения         | Дисциплина | Место        | Результат         |
| ---- | --------------------------------------- | ------------------------ | ---------- | ------------ | ----------------- |
| 2008 | Чемпионат мира среди юниоров            | Быдгощ, Польша           | диск       | 30-е (квал.) | 46,98 м (1,75 кг) |
| 2009 | Чемпионат Европы среди юниоров          | Нови-Сад, Сербия         | диск       | 10-е         | 55,84 м (1,75 кг) |
| 2010 | Кубок Европы по метаниям среди молодёжи | Арль, Франция            | диск       | 8-е          | 54,97 м           |
| 2010 | Чемпионат мира среди юниоров            | Монктон, Канада          | диск       | 2-е          | 61,85 м (1,75 кг) |
| 2011 | Кубок Европы по метаниям среди молодёжи | София, Болгария          | диск       | 7-е          | 56,00 м           |
| 2011 | Чемпионат Европы среди молодёжи         | Острава, Чехия           | диск       | 19-е (квал.) | 54,83 м           |
| 2012 | Кубок Европы по метаниям среди молодёжи | Бар, Черногория          | диск       | 11-е         | 50,80 м           |
| 2013 | Кубок Европы по метаниям среди молодёжи | Кастельон, Испания       | диск       | 8-е          | 56,24 м           |
| 2013 | Чемпионат Европы среди молодёжи         | Тампере, Финляндия       | диск       | 14-е (квал.) | 55,98 м           |
| 2014 | Чемпионат Европы                        | Цюрих, Швейцария         | ядро       | 20-е (квал.) | 19,18 м           |
| 2015 | Чемпионат Европы в помещении            | Прага, Чехия             | ядро       | 26-е (квал.) | 18,45 м           |
| 2015 | Универсиада                             | Кванджу, Южная Корея     | ядро       | 2-е          | 19,92 м           |
| 2015 | Чемпионат мира                          | Пекин, Китай             | ядро       | 17-е (квал.) | 19,74 м           |
| 2016 | Кубок Европы по метаниям                | Арад, Румыния            | ядро       | 1-е          | 20,68 м           |
| 2016 | Чемпионат мира в помещении              | Портленд, США            | ядро       | 2-е          | 20,89 м           |
| 2016 | Чемпионат Европы                        | Амстердам, Нидерланды    | ядро       | 16-е (квал.) | 19,49 м           |
| 2016 | Олимпийские игры                        | Рио-де-Жанейро, Бразилия | ядро       | 13-е (квал.) | 20,40 м           |
| 2017 | Чемпионат Европы в помещении            | Белград, Сербия          | ядро       | 14-е (квал.) | 19,24 м           |
| 2017 | Кубок Европы по метаниям                | Лас-Пальмас, Испания     | ядро       | 7-е          | 19,95 м           |
| 2017 | Чемпионат мира                          | Лондон, Великобритания   | ядро       | 12-е         | 19,96 м           |
| 2017 | Универсиада                             | Тайбэй, Китайский Тайбэй | ядро       | 3-е          | 20,12 м           |
| 2018 | Кубок Европы по метаниям                | Лейрия, Португалия       | ядро       | 6-е          | 19,66 м           |